# グーンズ
グーンズ （GOONs、「オグララ国守護隊」）は、サウスダコタ州「パインリッジ･インディアン保留地」にあった、オグララ・スー族部族議会議長ディック・ウィルソンの私兵。1972年から1976年まで存在した。

## 概略
「グーンズ」は、オグララ・スー族部族議会議長ディック・ウィルソンの私設暴力団「オグララ国守護隊」（Guardians of the Oglala Nation）を、反対勢力であるオグララ部族民が「GOONs」（間抜け、暴力団）と語呂合わせして読んだものである。
構成員はおもに部族会議のウィルソンの取り巻き、パインリッジ保留地に住むレッドネックで、ピックアップ・トラックを移動手段とし、軽機関銃やライフル銃で武装しており、手榴弾やガスボンベ爆弾を携行している。活動内容はウィルソン議長の政敵、年齢性別を問わない反対者すべての人命財産の破壊、嫌がらせである。活動範囲はパインリッジ保留地全域に渡る。よく見られた嫌がらせは、家々への放火である。

### 背景
1972年4月、「パインリッジ･インディアン保留地」の部族会議議長に当選した白人とスー族の混血のディック・ウィルソンはすぐに議会で強権を振るい始めた。混血をひいきし、失業率が過半数である保留地の中で、自分の親戚に部族内の主要な役職を与え、重用した。
部族会議内外ではウィルソンの公私混同が批判され、動議が出されたが、部族会議の顧問機関であるアメリカ合衆国内務省BIA（インディアン管理局）は、まったくこれを取り合わなかった。当時、保留地の外では、全米規模となっていたインディアン権利団体「アメリカインディアン運動」（AIM）が実力行使によるさまざまな権利回復要求運動を展開しており、サウスダコタ州は非常にこのAIMの動向を警戒していたからである。
白人によるインディアンに対する暴力・殺人が日常茶飯事で、「全米一人種差別の強い州」と呼ばれるサウスダコタ州のリチャード・ネイプ知事やビル・ジャンクロウ司法長官（後の州知事）は「AIMは全員殺すべきだ」、「奴らを黙らせるには頭に銃を押しつけて引き金を引くのが一番だ」と公言してはばからなかった。ジャンクロウは実際にインディアンの少女を強姦し殺している。
白人たちは観光客がAIMの抗議行動によってサウスダコタに来なくなることを恐れていた。インディアンはいつまでも伝統的な衣装を着けて観光客と記念写真に収まっていればよかったのである。条約権利問題を持ち出すインディアンなどサウスダコタには必要なかった。ウィルソンのような人物こそ、連邦政府にとってはうってつけの傀儡だった。ウィルソンは連邦政府に保留地内の部族の土地323㎢を国立公園用地として独断で明け渡し、BIAもその見返りとして政治資金を援助した。ウィルソンもアメリカの極右集団ジョン・バーチ協会の思想を喧伝し、同協会のプロパガンダ映画を上映した。「グーンズ」は、このような状況下で独裁者の武装組織として生まれた。

### 「グーンズ」の結成
部族会議だけでなくパインリッジのオグララ族にウィルソン罷免の要求運動が高まり始めたのを見て、ウィルソンは私設の暴力団を組織し、ウィルソンに反対する部族民の家に放火させ、銃弾を浴びせて脅迫し、殺し始めた。そのやりかたは、トラックに数人のメンバーが乗り込み、通りざまに家々に銃弾を撃ち込む、爆弾を放り込む、家畜を射殺するというものだった。部族民はBIAに抗議を行ったが、BIAも連邦政府も全くこれを黙認し、インディアンたちがいくら殺されようと一切の捜査を行わなかった。
1972年11月、AIMは「BIA本部ビル占拠抗議」でBIAと各保留地の部族会議との癒着と予算の不正流用を示す大量の内部資料を押収した。ウィルソンはAIMの動向に警戒を強め、議会でこれを批判し、AIMを「ゴロツキ、共産主義者、過激派の集団」と呼んでBIAと連携を取った。パインリッジの家族に会いに来たAIMのデニス･バンクスとラッセル・ミーンズの二人を違法逮捕し、保留地からの即日退去を命じたが、二人はこれを拒絶した。
二人の逮捕に怒ったパインリッジの部族民は「インディアン管理局」（BIA）にウィルソン罷免の要求を行ったが、BIAは取り合わず、むしろウィルソンの強権を後押しし、「権限強化予算」として「部族警備隊」設立のため6万3千ドルを提供した。これに加えてさらに高速道路補修予算を使って、ウィルソンは私設暴力団を高性能ライフルで武装強化させ、暴力組織「オグララ国守護隊」（Guardians of the Oglala Nation）を組織した。伝統派のスー族はこの「オグララ国守護隊」を、「GOONs」（グーンズ）と呼び、対するオグララ族は対ウィルソン弾劾組織「オグララ・スー権利組織」（Oglala Sioux Civil Rights Organization＝OSCRO）を結成。パインリッジ保留地は市民戦争、内戦状態に突入した。
武装強化されたグーンズはさらにパインリッジの伝統派の家々を襲い、銃弾の雨を降らせ、テロ弾圧を始めた。目を撃ち抜かれた小さな少女もいたが、部族警察もBIAもなんの捜査も行わなかった。実質的にグーンズのテロ行為は合衆国のお墨付きであり、何の制限もなかった。

### ウーンデッド・ニー占拠での攻防
1973年2月27日にAIMとOSCROが決行した「ウーンデッド・ニー占拠」で、ウィルソンはBIA警察、州警察、FBIに応援を依頼。250人を超える包囲隊を結成した。またペンタゴンの指令を受けて、全米から派遣された連邦憲兵隊が殺到した。
米軍はウィルソンのために、M113戦車を16台、戦闘用ヘリコプター3機、F4ファントム戦闘機を投入し、グーンズを支援した。グーンズは占拠地を包囲するための障害物設置を行い、接近する占拠支援者の銃撃を任じた。

### ウーンデッド・ニー占拠の後
71日間にわたる歴史的な「ウーンデッド・ニーの占拠」が解かれたのち、グーンズはさらに徹底的な部族民のテロ弾圧を行っている。その後三年間で、ウィルソンの部下によって殺されたスー族部族民は100人以上と伝えられている。占拠後は合衆国、州を挙げてAIM潰しが注力され、グーンズもBIA、FBI、州警察と連携をとっての行動が増える。
1975年1月17日、ウィルソンは議長選挙で和平派のアル・トリンブルに敗れると、4月までの残り任期3か月をかけて、部族民への嫌がらせを徹底的に行った。1月31日、グーンズはトリンブルの最大支持母体のワンブリー村を襲撃し、家々に銃弾を浴びせた。政敵のバイロン・デサルサ弁護士の自動車を待ち伏せして自動小銃で射殺した。2月にはAIM支援のため空港に降り立った4人の弁護士と2人の助手を襲撃し、全員に重傷を負わせた。
1975年6月26日、オグララ村のAIMキャンプ「ジャンピング・ブル野営地」をFBI、BIA、州警察らとともに襲撃。9月5日には、レオナルド・クロウドッグの自宅をBIA、FBI、州警察らと合わせて185名余で襲撃している。この際逮捕されたAIM女性メンバーアニー・マエ・アクアッシュは「グーンズに脅迫されている」と言葉を残し、釈放されたのちに年末に暗殺された。

### 解散
1976年4月、ウィルソンは再び議会選挙に敗れ、パインリッジから追放された。同時にグーンズも解散した。構成員の一人として何らかの罪に問われたものはいなかった。